# Крокодил Гена и его друзья
«Крокодил Гена и его друзья» — детская сказочная повесть Эдуарда Успенского, первое из цикла произведений о Чебурашке и крокодиле Гене.
Повесть впервые была опубликована в 1966 году в издательстве «Детская литература» с иллюстрациями Валерия Алфеевского, затем многократно переиздавалась. Это первое прозаическое произведение Успенского, за год до этого он выпустил дебютный поэтический сборник «Смешной слонёнок».

## Популярность
В 1968 году по мотивам повести режиссёром Романом Качановым был снят мультфильм «Крокодил Гена», в котором впервые появились анимационные персонажи крокодила Гены, Чебурашки и старухи Шапокляк, визуальные образы которых принципиально не менялись до нынешнего времени и были широко растиражированы в массовой культуре.
После успеха мультфильма выходили пьесы, созданные в соавторстве с Р. Качановым — «Отпуск крокодила Гены» (по пьесе был снят мультфильм «Шапокляк») и другие. Позже появились новые продолжения с теми же основными героями, написанные самим Эдуардом Успенским или в соавторстве с другими авторами. В Японии по ним было выпущено несколько мультфильмов и телесериал.
В 2012 году повесть вошла в список 100 книг для школьников, рекомендованный Минобрнауки России учащимся средних школ для самостоятельного чтения.

## Сюжет
Во вступлении автор рассказывает о любимых игрушках своего детства, к которым относились резиновый крокодил по имени Гена, пластмассовая кукла Галя и плюшевый зверёк со странным названием Чебурашка. Они и стали главными героями повести.
Чебурашка жил в густом тропическом лесу. Однажды он нашёл ящик апельсинов, забрался в него и так оказался в другой стране, куда апельсины привезли на продажу. Он стал работать в магазине уценённых товаров и жить в телефонной будке рядом с магазином. В том же городе жил крокодил Гена, который работал в зоопарке крокодилом. Он жил в отдельной квартире и страдал от одиночества. Однажды Гена развесил в городе объявление с предложением дружбы. На объявление откликнулась девочка Галя, а вскоре пришёл и Чебурашка. Все трое стали дружить и встречаться в гостях у Гены, а один раз Гена даже заменил больную Галю в театре, где она должна была играть роль Красной Шапочки. Правда, он постоянно забывал слова и импровизировал. Из-за этого спектакль прошёл немного не по сценарию, но зрители остались довольны. 
К Гене стали приходить и другие прохожие в поисках друзей, поэтому Гена, Чебурашка и Галя решили построить Дом Дружбы, где каждый смог бы найти себе друга. В строительстве им помогали двоечник Дима, жирафа Анюта, обезьянка Мария Францевна и отличница Маруся. А вредная старуха Шапокляк с ручной крысой Лариской мешала строителям — она любила делать злые дела и, узнав о Доме Дружбы, объявила друзьям войну. На Дом Дружбы она хотела навести носорога из зоопарка и выпустила его из клетки, в результате чего, в конце концов, досталось ей самой, а не домику. Пришлось Чебурашке ловить носорога, заманивая его в узкий проулок.
Наконец Дом Дружбы был готов. Его раскрасили в разные цвета, а Чебурашка произнёс речь. И хотя за время строительства Дима подружился с Марусей, а Анюта с Марьей Францевной, в доме решили устроить клуб и приходить сюда по вечерам играть и видеться друг с другом. Чебурашка устроился работать игрушкой в детском саду. А старуху Шапокляк с крысой отправили на воздушных шариках подальше от города.

## Персонажи
- Крокодил Гена — главный герой повести. Антропоморфный крокодил, лучший друг и товарищ Чебурашки. Работает в зоопарке в первую смену.
- Чебурашка — второй главный герой повести, ставший лучшим другом Гены после того, как их познакомила Галя. Неизвестный в науке зверь. До встречи с Геной жил в телефонной будке, а после строительства Дома Дружбы стал работать игрушкой в детском саду.
- Девочка Галя — подруга Гены и Чебурашки. Она стала первой, кто подружился с одиноким крокодилом Геной.
- Старуха Шапокляк и крыса Лариска — антагонисты повести и главные враги Чебурашки и Гены. Постоянно пытаются напакостить жителям города, несмотря на пожилой возраст. Шапокляк всегда появляется со своим любимым питомцем.
- Крокодил Валера — крокодил и сменщик Гены в зоопарке. Работает во вторую смену.
- Дима — мальчик-двоечник. Хотел подружиться с такими же, как он, хулиганами, но никто в городе двоечников не любил. Подружился с Марусей в Доме Дружбы, а позже — и с Геной и Чебурашкой.
- Жирафа Анюта — высокая жирафа, новая подруга Гали, Чебурашки, Гены и Марии Францевны. Думала, что никто с ней не подружится из-за её высокого роста.
- Обезьянка Мария Францевна — обезьянка, новая подруга Чебурашки и Гены. Выступает в цирке. Сначала была немой, но, однако, Гена знал, что она умеет говорить. В ходе строительства Дома Дружбы подружилась с Анютой.
- Маруся — девочка-отличница. Она сначала была одинокой, но потом подружилась в Доме Дружбы с мальчиком Димой, несмотря на то, что он двоечник и хулиган.
- Собачка Тобик —  бездомный щенок, с которым подружился Чебурашка. Он жил у своей хозяйки, но та его выгнала из-за того, что у неё появилась вторая собака. Позже познакомился с Львом Чандром и стал его другом.
- Лев Чандр — строгий, но в то же время добрый лев. Был одинок, как и Гена, однако обрёл друга в лице Тобика.
- Доктор Иванов — доктор Шапокляк, который проверял её. Так же у него лечилась запихнувшая за щеку будильник Мария Францевна.
- Начальник Иван Иванович — начальник.
- Носорог Птенчик — второстепенный антагонист повести. С его помощью Шапокляк надеялась сорвать постройку Дома Дружбы, однако носорог убежал в город и его пришлось ловить.

## Продолжения
Начиная с 1970-х годов вышло ещё несколько повестей и пьес о Чебурашке и Крокодиле Гене:
- «Чебурашка и его друзья» (1970, совместно с Р. Качановым)
- «Отпуск крокодила Гены» (1974, совместно с Р. Качановым)
- «Крокодил Гена и грабители»
- «Бизнес Крокодила Гены» (1992, совместно с И. Е. Агрон)
- «Крокодил Гена — лейтенант милиции» (1998)
- «Чебурашка уходит в люди»
- «Похищение Чебурашки» (2001)
- «Новый год с Чебурашкой»
- «Чебурашка едет в Сочи» (Олимпиада для Чебурашки)

Также о них опубликован ряд рассказов («Грибы для Чебурашки» и др.).

## Нумизматика
24 ноября 2020 года Банк России выпустил в обращение памятные монеты «Крокодил Гена» серии «Российская (советская) мультипликация» серебряную номиналом 3 рубля и из недрагоценных металлов номиналом 25 рублей (в том числе с цветным покрытием).